# امامزادگاه بی نام تنوردر
امامزادگاه بی نام تنوردر مربوط به دوره قاجار است و در شهرستان دورود، بخش مرکزی، دهستان ژان، روستای تنوردر واقع شده و این اثر در تاریخ ۲۸ اسفند ۱۳۸۵ با شمارهٔ ثبت ۱۸۵۹۷ به‌عنوان یکی از آثار ملی ایران به ثبت رسیده است.